# Evere (figlio di Pterelao)
Nella mitologia greca, Evere (in greco antico Εὐήρης Euḕrēs) era il nome di uno dei figli di Pterelao.

## Il mito
Durante la guerra fra Micenei e Tafi, si osservò una strage dei figli dei due rispettivi re: Elettrione di Micene perse tutti i suoi figli maschi, tranne Licimnio, solo per la sua età visto che era ancora un bambino.
Stessa sorte toccò a Pterelao a cui rimase solo un figlio: Evere che era rimasto in disparte non prendendo parte alla guerra, infatti a lui era stato dato il compito di fare la guardia alle navi.